# DNA polimerase III
A DNA Polimerase III (Poll III) é um enzima de replicação do DNA, que realiza a adição de nucleotídeos ao DNA em síntese, responsável principalmente pelo processo de replicação do material genético em Escherichia coli. Também referida como replicase do DNA de E. coli, a Pol III possui, além de sua atividade de polimerase, atividade exonucleásica 3'-5' que contribui para o aumento da fidelidade do processo de replicação.

## Estrutura
A Pol III é uma holoenzima que possui dez subunidades. O seu núcleo é composto pelas subunidades α, ε e Φ que conferem a função de polimerase. A subunidade β constitui um grampo deslizante em forma de anel. Essa subunidade se fecha sobre o DNA, prendendo-o em seu orifício e favorecendo a replicação. O grampo deslizante fornece uma alta processividade para a Pol III, de forma que a mesma possui uma capacidade de polimerização de 9000 nucleotídeos por minuto.
Além da alta processividade, a DNA polimerase III possui outras características distintas das outras polimerases. Por exemplo, a Pol III possui um elevado peso molecular, de 130 KDa e é sintetizada numa proporção de 10 a 20 unidades por célula (proporção essa 20 vezes menor que a da DNA polimerase I).

### Subunidades
- β (beta): É um grampo que prende a enzima no DNA. É codificada em E. coli pelo gene dnaN.
- α (alfa): Possui o sítio ativo para polimerização do DNA. É codificada em E. coli pelo gene dnaE.
- ε (épsilon): Exibe atividade de exonuclease 3'-5'. É a porção da enzima responsável pela checagem de pareamentos incorretos (proofreading). É codificada em E. coli pelo gene dnaQ.
- θ (teta): Tem a função de estimular o funcionamento da exonuclease na subunidade épsilon. É codificada em E. coli pelo gene holE.
- τ (tau): Promove a dimerização do núcleo. É codificada em E. coli pelo gene dnaX.
- δ e δ' (delta e delta'): Ajudam na movimentação do grampo β. São codificadas em E. coli pelos genes holA e holB.
- γ (gama): Ajuda na movimentação do grampo e no carregamento das proteínas SSB. É codificada em E. coli pelo gene dnaX.
- ψ e χ (psi e chi): Estão envolvidas no carregamento das proteínas SSB. São codificadas em E. coli pelos genes holC e holD.

## Mecanismo[1]
A DNA polimerase possui apenas um sítio ativo para realizar a adição de nucleotídeos ao DNA. Esse sítio tem uma estrutura tal que favorece o encaixe de desoxinucleotídeos, já que possui um aminoácido de cadeia longa que ocupa o espaço da hidroxila no carbono 2' da ribose ocuparia. Mutações que trocam esse aminoácido por um de cadeia menor podem diminuir a especificidade da Pol III por desoxinucleotídeos. Além disso, esse espaço é específico para nucleotídeos que se pareiam corretamente com seus complementos na fita molde. Um nucleotídeo errado não tem um bom encaixe, o que desfavorece sua adição ao DNA.
Quando um desoxinucleosídeo trifosfato (dNTP) é pareado corretamente, a hidroxila no carbono 2' do útlimo nucleotídeo adicionado ataca o fosfato α (alfa) do dNTP, liberando um pirofosfato ({\displaystyle {\ce {PP_{i}}}}), de acordo com a equação:
{\displaystyle {\ce {{dNTP}+{(dNMP)_{n}}->{(dNMP)_{n}_{+}_{1}}+PP_{i}}}}
Em que {\displaystyle {\ce {n}}} é a quantidade de nucleotídeos na fita do DNA. A energia liberada pela quebra do pirofosfato liberado, realizada pela enzima pirofosfatase, é utilizada para favorecer a polimerização.
{\displaystyle {\ce {{PP_{i}}->2{P_{i}}}}}